# Styx infernalis
Styx infernalis ist eine Schmetterlingsart der Würfelfalter (Riodinidae) aus Peru.

## Merkmale
Der Falter hat eine Flügelspannweite von 46 bis 49 Millimetern. Der Körper ist schwarz gefärbt, die Flügel sind trüb grauweiß, glasartig durchscheinend, mit schwarzen Adern und unscharf dunkel gefärbtem Außenrand, die Färbung erinnert manche Betrachter an Apollofalter (Gattung Parnassius). Die Vorderflügel sind ziemlich langgestreckt mit abgerundetem Vorderwinkel, die Hinterflügel etwa gleich groß und langgestreckt breit verrundet. Der Kopf trägt zwei recht kurze, gekeulte Fühler, deren Länge nur etwa ein Drittel der Vorderflügellänge erreicht. An keinem Beinpaar der Tibien sitzen Sporne. Der Hinterleib ist seitlich etwas zusammengedrückt.
Wie typisch für Würfelfalter, ist der Vordertarsus des Männchens teilweise reduziert und nicht zum Laufen geeignet. Er trägt keine Klauen, nur einen blass gefärbten Anhang, möglicherweise ein Rudiment des Haftpolsters (Arolium). Die Zahl der Segmente ist variabel zwischen zwei und vier. Wie bei vielen Würfelfaltern trägt er zahlreiche längliche Schuppen.

## Verbreitung
Die selten gefundene Art ist nur aus einem kleinen Areal im Hochland von Peru bekannt. Sie lebt in primärem Bergregenwald in Meereshöhen zwischen 1.000 und 1.800 Metern, in steilen kleinen Bachtälern, nahe den Wasserläufen. Die Falter fliegen in den Mittagsstunden. Aufgrund des kleinen Areals und des bedrohten Lebensraums, der oft für Kaffeeplantagen gerodet wird, gilt sie als gefährdet („endangered“). Obwohl auch das Aussterben der Art schon befürchtet worden ist wurden zumindest 2004 noch Exemplare gesichtet
Einzelheiten zur Biologie der Art, wie z. B. zum Raupenstadium oder zu Nahrungspflanzen, sind unbekannt.

## Taxonomie
Die Art bildet eine eigene, monotypische Tribus Stygini innerhalb der auf Südamerika (Neotropis) beschränkten Unterfamilie Euselasiinae der Würfelfalter (Riodinidae). In einer Studie mit kombinierten Daten der Morphologie und homologer DNA-Sequenzen (molekularer Phylogenie) wurde stattdessen eine nähere Verwandtschaft mit der Unterfamilie Nemeobiinae gefunden.
Frühere Bearbeiter nahmen zum Teil eine noch basalere Stellung der Art, an der Basis der Bläulinge (Lycaenidae) im weiteren Sinne oder sogar der Tagfalter insgesamt, an; oft wird die Art alternativ in eine monotypische Unterfamilie Styginae gestellt.
Staudinger merkt zu seiner Namensgebung an, dass die Art „eher aus der Unterwelt zu stammen scheint als aus der prachtvollen Tropenvegetation“.